# Campeonato Uruguayo de Primera División 1968
El Campeonato Uruguayo 1968 fue el 64° torneo de Primera División del fútbol uruguayo, correspondiente al año 1968. Contó con la participación de 10 equipos, los cuales se enfrentaron en sistema de todos contra todos a dos ruedas.
El campeón fue el Club Atlético Peñarol, quien por segunda vez consecutiva se consagra de forma invicta.

## Formato
Un total de 10 equipos compitieron en el campeonato. En zona de descenso quedó Danubio, a quien se le permitió volver a competir en Primera División al siguiente año por haber llegado a la definición de la copa de la liga (Torneo de Copa).

## Participantes

### Ascensos y descensos
| Equipo      | Ascendido como                      |
| ----------- | ----------------------------------- |
| River Plate | Campeón de la Segunda División 1967 |

| Equipo | Descendido como           |
| ------ | ------------------------- |
| Fénix  | 10° Primera División 1967 |

## Campeonato

### Tabla de posiciones
| Pos. | Equipo         | PJ | PG | PE | PP | GF | GC | Dif. | Pts. |
| ---- | -------------- | -- | -- | -- | -- | -- | -- | ---- | ---- |
| 1º   | Peñarol        | 18 | 15 | 3  | 0  | 29 | 5  | +24  | 33   |
| 2º   | Nacional       | 18 | 11 | 5  | 2  | 29 | 7  | +22  | 27   |
| 3º   | Cerro          | 18 | 9  | 3  | 6  | 25 | 14 | +11  | 21   |
| 4º   | Defensor       | 18 | 5  | 8  | 5  | 15 | 15 | 0    | 18   |
| 5º   | Rampla Juniors | 18 | 6  | 5  | 7  | 16 | 20 | -4   | 17   |
| 6º   | Sud América    | 18 | 6  | 4  | 8  | 19 | 24 | -5   | 16   |
| 7º   | River Plate    | 18 | 4  | 7  | 7  | 18 | 25 | -7   | 15   |
| 8º   | Liverpool      | 18 | 5  | 4  | 9  | 15 | 22 | -7   | 14   |
| 9º   | Racing         | 18 | 3  | 4  | 11 | 11 | 24 | -13  | 10   |
| 10º  | Danubio        | 18 | 2  | 5  | 11 | 8  | 29 | -21  | 9    |

|  | Campeón Cruguayo. |

|                                                           |
| Uruguay                                                   |
| Campeón Uruguayo 1968 invicto Peñarol 29.no título de AUF |

### Equipos clasificados

#### Copa Libertadores 1969
|   | Equipo   | Clasificación como              |
| - | -------- | ------------------------------- |
| 1 | Peñarol  | Campeón Primera División 1968   |
| 2 | Nacional | 2° puesto Primera División 1968 |

### Fixture
| Defensor  | 0–0 | River Plate    |
| Liverpool | 2–1 | Rampla Juniors |
| Nacional  | 1–0 | Cerro          |
| Peñarol   | 3–1 | Danubio        |
| Racing    | 0–0 | Sud América    |

| Cerro    | 1–0 | River Plate    |
| Defensor | 1–1 | Sud América    |
| Nacional | 0–0 | Rampla Juniors |
| Peñarol  | 2–0 | Liverpool      |
| Racing   | 1–0 | Danubio        |

| Cerro       | 4–0 | Danubio        |
| Defensor    | 2–2 | Nacional       |
| Peñarol     | 1–0 | River Plate    |
| Racing      | 0–0 | Rampla Juniors |
| Sud América | 3–0 | Liverpool      |

| Cerro    | 3–1 | Liverpool      |
| Danubio  | 1–1 | River Plate    |
| Defensor | 2–0 | Rampla Juniors |
| Nacional | 1–0 | Racing         |
| Peñarol  | 1–0 | Sud América    |

| Cerro     | 3–1 | Sud América    |
| Danubio   | 0–0 | Rampla Juniors |
| Liverpool | 2–0 | Racing         |
| Nacional  | 4–0 | River Plate    |
| Peñarol   | 1–0 | Defensor       |

| Cerro       | 2–0 | Defensor       |
| Liverpool   | 4–0 | Danubio        |
| Nacional    | 2–0 | Sud América    |
| Peñarol     | 1–0 | Racing         |
| River Plate | 3–2 | Rampla Juniors |

| Defensor       | 5–3 | Racing      |
| Liverpool      | 0–0 | River Plate |
| Nacional       | 1–0 | Danubio     |
| Peñarol        | 1–0 | Cerro       |
| Rampla Juniors | 1–0 | Sud América |

| Danubio        | 1–0 | Sud América |
| Defensor       | 0–0 | Liverpool   |
| Nacional       | 0–0 | Peñarol     |
| Racing         | 4–2 | River Plate |
| Rampla Juniors | 1–0 | Cerro       |

| Cerro       | 1–0 | Racing         |
| Defensor    | 1–0 | Danubio        |
| Nacional    | 2–0 | Liverpool      |
| Peñarol     | 1–0 | Rampla Juniors |
| River Plate | 3–1 | Sud América    |

| Defensor       | 0–0 | River Plate |
| Nacional       | 3–1 | Cerro       |
| Peñarol        | 4–0 | Danubio     |
| Racing         | 1–1 | Sud América |
| Rampla Juniors | 1–0 | Liverpool   |

| Cerro       | 3–1 | River Plate    |
| Danubio     | 3–1 | Racing         |
| Nacional    | 3–0 | Rampla Juniors |
| Peñarol     | 1–0 | Liverpool      |
| Sud América | 1–0 | Defensor       |

| Cerro          | 0–0 | Danubio     |
| Nacional       | 2–0 | Defensor    |
| Peñarol        | 1–1 | River Plate |
| Rampla Juniors | 1–0 | Racing      |
| Sud América    | 2–1 | Liverpool   |

| Cerro    | 2–2 | Liverpool      |
| Danubio  | 1–1 | River Plate    |
| Defensor | 1–1 | Rampla Juniors |
| Nacional | 0–0 | Racing         |
| Peñarol  | 4–1 | Sud América    |

| Cerro          | 2–0 | Sud América |
| Defensor       | 1–1 | Peñarol     |
| Liverpool      | 2–0 | Racing      |
| Rampla Juniors | 3–0 | Danubio     |
| River Plate    | 1–0 | Nacional    |

| Cerro          | 0–0 | Defensor    |
| Danubio        | 0–0 | Liverpool   |
| Nacional       | 1–1 | Sud América |
| Peñarol        | 1–0 | Racing      |
| Rampla Juniors | 2–2 | River Plate |

| Defensor    | 1–0 | Racing         |
| Nacional    | 3–1 | Danubio        |
| Peñarol     | 2–0 | Cerro          |
| River Plate | 1–0 | Liverpool      |
| Sud América | 3–1 | Rampla Juniors |

| Liverpool      | 1–0 | Defensor    |
| Peñarol        | 1–0 | Nacional    |
| Racing         | 1–0 | River Plate |
| Rampla Juniors | 1–0 | Cerro       |
| Sud América    | 1–0 | Danubio     |

| Cerro       | 3–0 | Racing         |
| Defensor    | 1–0 | Danubio        |
| Nacional    | 4–0 | Liverpool      |
| Peñarol     | 3–1 | Rampla Juniors |
| Sud América | 3–2 | River Plate    |

## Tabla del descenso
El recién ascendido River Plate, quien duplicaba los puntos, logró permanecer en Primera División, cosechando 30 puntos y posicionándose en sexto lugar en la tabla del descenso.
Por otra parte, el equipo de Danubio se le permitió volver a competir en Primera División al siguiente año por haber llegado a la definición de la copa de la liga (Torneo de Copa), por lo que no hubo descensos esta temporada.
| Pos. | Equipo         | Pts. 1967 | Pts. 1968 | Total |
| ---- | -------------- | --------- | --------- | ----- |
| 1.º  | Peñarol        | 33        | 33        | 66    |
| 2.º  | Nacional       | 27        | 27        | 54    |
| 3.º  | Cerro          | 20        | 21        | 41    |
| 4.º  | Rampla Juniors | 17        | 17        | 34    |
| 5.º  | Defensor       | 14        | 18        | 32    |
| 6.º  | River Plate    | 1a B      | 15        | 30    |
| 7.º  | Racing         | 18        | 10        | 28    |
| 8.º  | Liverpool      | 13        | 14        | 27    |
| 9.º  | Sud América    | 11        | 16        | 27    |
| 10.º | Danubio        | 16        | 9         | 25    |